# Maximilian Geiger
Maximilian „Max“ Geiger (* 28. November 1896 in Dillingen a. d. Donau; † 5. Februar 1974 in Bad Wiessee) war ein deutscher Bankier.

## Leben
Max Geiger trat 1919 in die Dienste der Bayerischen Hypotheken- und Wechselbank in München ein. 1936 wurde er zum Direktor ernannt, 1948 rückte er in den Vorstand auf, später Sprecher des Vorstandes. Später war er Vorsitzender des Aufsichtsrates. 1976 wurde Anton Ernstberger sein Nachfolger als Aufsichtsratsvorsitzender der Hypo-Bank. Er hatte weitere Aufsichtsratsmandate inne, wie bei der Erste Kulmbacher Actien-Exportbier-Brauerei, Rosenthal-Porzellan AG, Mechanische Baumwollspinnerei und Weberei Augsburg u. a.
Als Aufsichtsratschef war er zusammen mit dem Vorstandssprecher der Hypo-Bank, Anton Ernstberger, 1970 wesentlich involviert in den Kauf der Essener Westfalenbank und des Stuttgarter Privatbank Stuber. Mit dem Kauf der Berliner-Kindl-Schultheiss-Brauerei bauten sie zusammen mit Löwenbräu in München, Paulaner-Salvator-Thomasbräu-AG, Erste Kulmbacher Actien-Exportbier-Brauerei, Dortmunder Ritter Brauerei und Elbschloss-Brauerei ein Bierimperium durch die Bayerischen Hypotheken- und Wechselbank auf. Die Bank positionierten sie als Mitbesitzer von Textilunternehmen (Mechanische Baumwollspinnerei und Weberei Augsburg), Bau-Unternehmen (Heitmann & Littmann in München), von Hypothekenbanken (Württembergische Hypothekenbank Stuttgart), der Porzellanfabrik Rosenthal und der Investmentgesellschaft Allfonds in München. Ein Jahr zuvor kauften sie dem Investor Hermann Krages die Anteile am Papierwerk Waldhof ab und verschmolzen diese mit den Aschaffenburger Zellstoffwerken zu Deutschlands größtem Papier-Trust Papierwerke Waldhof-Aschaffenburg.
1968 wurde Max Geiger von Kardinal-Großmeister Eugène Kardinal Tisserant zum Ritter des Ritterordens vom Heiligen Grab zu Jerusalem ernannt und am 8. Juli 1968 in München durch Lorenz Kardinal Jaeger, Großprior der deutschen Statthalterei, in den Päpstlichen Ritterorden investiert.

## Ehrungen
- Großes Verdienstkreuz mit Stern des Verdienstordens der Bundesrepublik Deutschland (1967)
- Ritterschlag zum Ritter vom Heiligen Grabe zu Jerusalem (1968)
- Bayerischer Verdienstorden